# Mallomys
Mallomys — рід гризунів родини мишевих. Назва роду утворена від грецького μαλλός — mallos — шерсть і μῦς — mus — миша. Ці дуже великі пацюки важать від 0,95 до 2 кілограмів і є вихідцями з високогір'я Нової Гвінеї. Про їхню поведінку відомо небагато, але вважається, що вони харчуються листям, травою та іншим рослинним матеріалом.
Mallomys досягають довжини тіла від 29 до 47 сантиметрів, плюс хвіст довжиною від 28 до 44 сантиметрів. Вага коливається від 0,9 до 2 кілограмів. Їхнє хутро надзвичайно довге та шерстисте. Верх зазвичай темно-коричневий або сірий, низ білий, іноді на крупі є білі горизонтальні смуги. Лапи чорні, передня половина хвоста, яка практично не має шерсті, коричнева, а задня половина біла. Голова масивна, а морда помітно коротка.